# Egen (Sprockhövel)
Egen ist ein Wohnplatz im Stadtteil Gennebreck der Stadt Sprockhövel im Ennepe-Ruhr-Kreis, Nordrhein-Westfalen.

## Lage und Beschreibung
Egen liegt im südwestlichen Teil des Sprockhöveler Stadtgebiets. Südwestlich befindet sich unmittelbar angrenzend das Kirchdorf Herzkamp, mit dem Egen in der zweiten Hälfte des 19. Jahrhunderts zu einem geschlossenen Siedlungsbereich zusammengewachsen ist. Zusammen mit Brink  und Äckern ist Egen heute ein Teil von Herzkamp, der größten Ansiedlung im Stadtteil.
Weitere Nachbarorte sind Berge, Lehn, Sondern, Heege, Bredde, Bruch, Gennebreckmühle, Großer Siepen, Kleiner Siepen und Ochsenkamp. 

## Geschichte
Egen wird im Schatzbuch der Grafschaft Mark aus dem Jahr 1486 urkundlich erwähnt. Bereits 1687 bauten ein Theil zu Ege und ein Heinrich Leckebusch das Kohleflöz Bank aufm Egen ab, das sich vom Hof Unterste Lehn über Egen bis Bruch erstreckte.
Egen gehörte bis 1807 der Bauerschaft Gennebreck (In der Gendenbraken buyr) innerhalb des Hochgerichts und der Rezeptur Schwelm des Amts Wetter in der Grafschaft Mark an. Laut dem Schatzbuch der Grafschaft Mark gaben in der Bauerschaft mit 17 Steuerpflichtigen ein Tem Eegen Hyllebrant 6 Goldgulden und ein Wynken tem Eegen 4 Goldgulden an Abgabe.
In Egen befand sich der Bauerplatz der Bauerschaft Gennebreck, der Versammlungsort der Grundeigentümer der Bauerschaft. Im Ort lebten mit ihren Familien neben Bauern auch Kötter, Fuhrleute, Gastwirte und Schmiede, die alle mehr oder weniger an dem örtlichen Bergbau beteiligt waren.
Durch den Ort führte im 19. Jahrhundert ein Kohlenweg zwischen Sprockhövel und Elberfeld, einer der drei Hauptkohlenwege, die vom Ruhrgebiet ins Wuppertal führten (heute die Straße Egen und Bruch).
Egen erscheint auf der Niemeyersche Karte, Ausgabe Spezialkarte des Bergwerkdistrikts des Distrikts Blankenstein, von 1788/89 als Hofschaft mit sieben Gebäuden. Der Ort ist auf der Preußischen Uraufnahme von 1840 als Aufm Lehn verzeichnet. Ab der Preußischen Neuaufnahme von 1892 ist der Ort auf Messtischblättern der TK25 als Lehn verzeichnet. 
Von 1807 bis 1814 war Egen aufgrund der napoleonischen Kommunalreformen im Großherzogtum Berg Teil der Landgemeinde Gennebreck innerhalb der neu gegründeten Mairie Hasslinghausen im Arrondissement Hagen, die nach dem Zusammenbruch der napoleonischen Administration nun der Bürgermeisterei Haßlinghausen (ab 1844 Amt Haßlinghausen) im Landkreis Hagen (ab 1897 Kreis Schwelm, ab 1929 Ennepe-Ruhr-Kreis) angehörte.  
Der Ort ist auf der Preußischen Uraufnahme von 1840 als Auf dem Eggen und ab der Preußischen Neuaufnahme von 1892 auf Messtischblättern der TK25 unbeschriftet oder als Egen verzeichnet. 
1818 und 1822 lebten 36 Menschen im als Kotten kategorisierten Ort. Der laut der Ortschafts- und Entfernungs-Tabelle des Regierungs-Bezirks Arnsberg 1839 Auf´m Egen genannte Ort besaß zu dieser Zeit 16 Wohnhäuser und drei landwirtschaftliche Gebäude, wobei vermutlich aufgrund der im Vergleich zu späteren Registern hohen Zahl an Gebäuden und Einwohnern benachbarte Wohnplätze mit hinzugezählt wurden. Zu dieser Zeit lebten 210 Einwohner im Ortsbereich, davon einer katholischer und 209 evangelischer Konfession.
Das Gemeindelexikon für die Provinz Westfalen gibt 1885 für Egen dann auch nur eine Zahl von 54 Einwohnern an, die in sieben Wohnhäusern lebten. 1895 besitzt der Ort sieben Wohnhäuser mit 58 Einwohnern, 1905 zählt der Ort acht Wohnhäuser und 55 Einwohner.
Am 1. Januar 1970 wurde das Amt Haßlinghausen aufgelöst und die amtsangehörige Landgemeinde Gennebreck mit Egen in die Stadt Sprockhövel eingemeindet.